# Ursula von Münsterberg
Ursula von Münsterberg, Herzogin von Münsterberg und Troppau sowie Gräfin von Glatz (tschechisch Uršula z Minstrberka, auch Voršila Minstrberská, kněžna a Kladská hraběnka; * um 1491/95 oder 1499 vermutlich in Teschen; † nach 2. Februar 1534 vermutlich im Stift Gernrode oder in Liegnitz) war eine katholische Nonne des Ordens der Magdalenerinnen und später evangelische Schriftstellerin.

## Leben

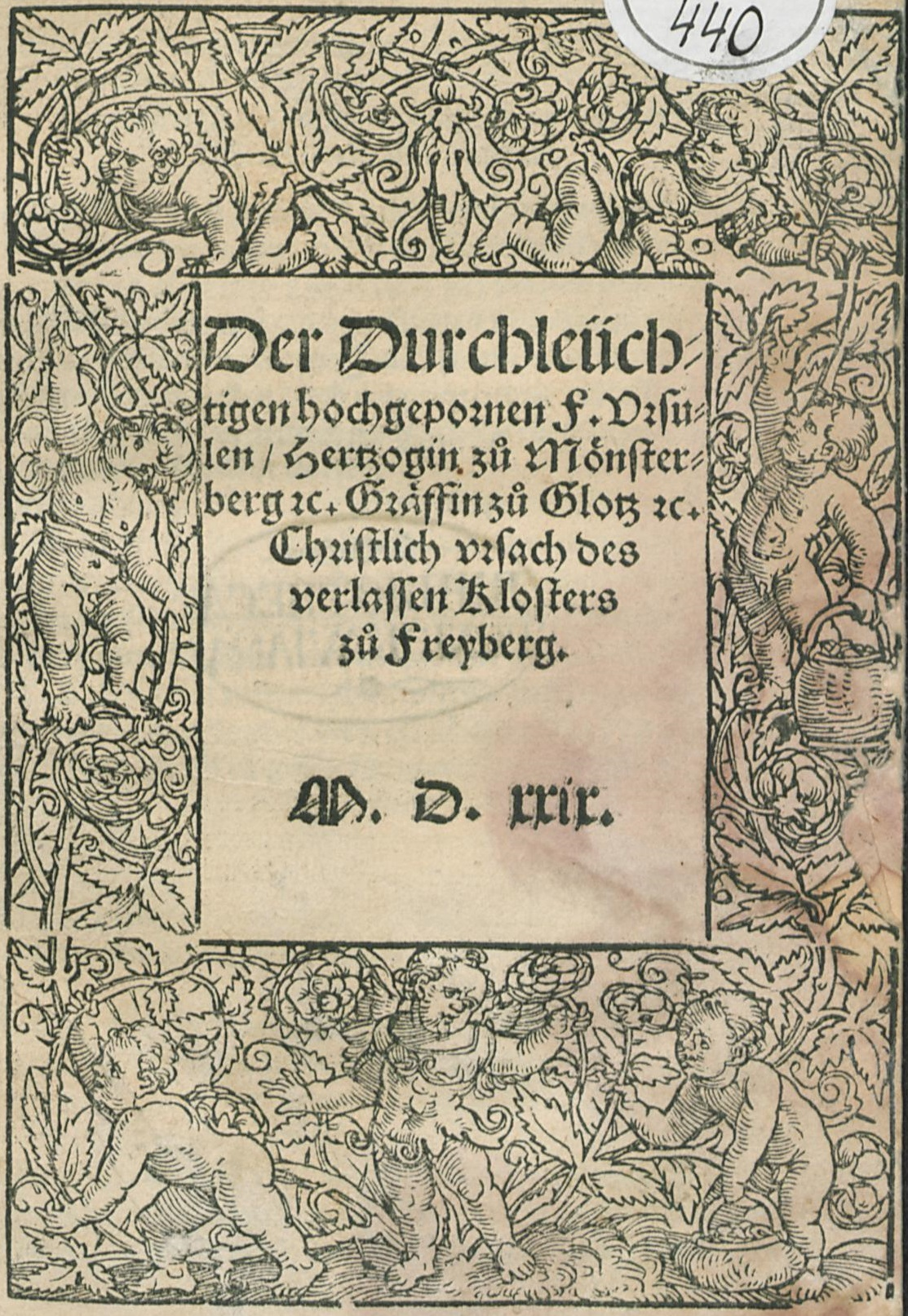
Titelseite der Christlich vrsach, Ausgabe Nürnberg 1529

Ursula, die eine Enkelin des böhmischen Königs Georg von Podiebrad war, entstammte dem Adelsgeschlecht Podiebrad. Ihre Eltern waren Herzog Viktorin von Münsterberg und Troppau (1443–1500) und Margarete (Alena Margherita) Palaiologina de Montferrat († 1496 oder nach 1500).
Als Waise wuchs sie bei ihrer Tante Sidonie von Böhmen (1449–1510) am Hof ihres Cousins, des albertinischen sächsischen Herzogs Georg des Bärtigen (1471–1539), in Dresden auf.
Um 1508/10 trat Ursula als Kind auf Wunsch ihrer Tante Sidonie in das Magdalenerinnen-Kloster in Freiberg ein und legte die Ordensgelübde ab. Von ihren Mitschwestern wurde sie „das freuichen“ genannt. Aus dem Kloster korrespondierte sie mit ihrer Tante 2. Grades Herzogin Margarethe von Anhalt, durch Geburt Herzogin von Münsterberg.
Vermutlich wurde Ursula von Münsterberg durch Lorenz Soranus († 1531), bis etwa 1526 Lektor am Freiberger Franziskanerkloster, mit den Schriften Martin Luthers bekannt. Auch der aus Leipzig vertriebene Magister Andreas Bodenschatz († 1553), der seit 1526 als Prediger des Magdalenerinnen-Klosters in Freiberg wirkte, war evangelisch gesinnt. Katharina von Mecklenburg (1487–1561), die Frau ihres – damals noch katholischen – Cousins Heinrich des Frommen von Sachsen (1473–1541), ließ zudem offenbar lutherische Bücher in das Kloster schmuggeln. Am 6. Oktober 1528 verließ Ursula von Münsterberg unter dem Einfluss der Reformation zusammen mit Dorothea Tanberg (Thannsberg) (* um 1510; † nach 1548) aus Freiberg und Margaretha Volckmar aus Leipzig das Kloster. Eine weitere Nonne, Katharina Wildeck († nach 1538), Tochter oder Nichte des Zwickauer Ratsherren Hans Wildeck († 1529), hatte sich ursprünglich der Flucht anschließen wollen, aber ihren Entschluss geändert.
Ursula von Münsterberg floh in das ernestinische Kurfürstentum Sachsen über Leisnig, wo sie bei Pfarrer Dominikus Beyer (1477–1552) – einem früheren Freiberger Franziskaner – Unterschlupf fand, nach Wittenberg. Ursula von Münsterberg veröffentlichte eine kurz vor dem Verlassen des Klosters im April 1528 abgefasste Schrift, in der sie ihren Austritt in 69 Artikeln rechtfertigte. Martin Luther berichtete Nikolaus Hausmann am 29. Juni und 5. August brieflich von der geplanten und Georg Spalatin am 20. Oktober 1528 von der durchgeführten Flucht und schrieb ein Nachwort (Sendschreiben) zur Schrift der Herzogin. Wahrscheinlich sind seine handschriftlichen 15 Thesen „Das clauster leben vnchristlich vnd schedlich sey“ von 1528 (ein verändernder Auszug aus „De votis monasticis“ (= „Von den Mönchsgelübden“) von 1521) eine Reaktion auf die Klosterflucht Ursulas.

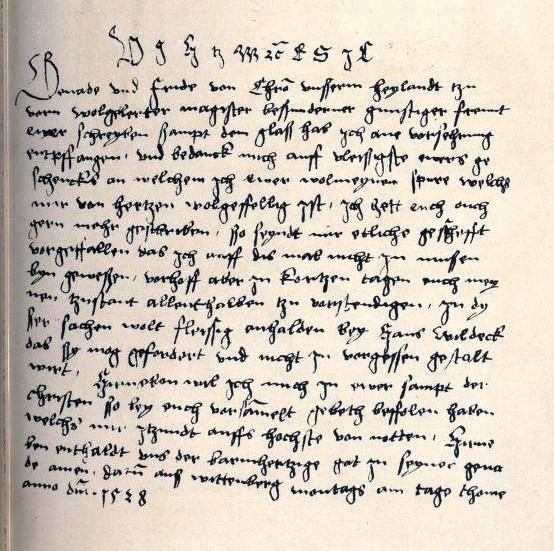
Brief von V[rsula] g[eborene] H[erzogin] tz[u] M[ünsterberg] &c E[ure] S[chwester] I[n] C[hristo] an Stephan Roth, 1528.
In Z. 12 wird der Zwickauer Ratsherr Hans Wildeck erwähnt.

Mit dem Zwickauer Stadtschreiber Stephan Roth wechselten Ursula von Münsterberg und Dorothea Tanberg 1528–1530 mehrere Briefe, in denen es unter anderem um das Schicksal der im Kloster zurückgelassenen Nonne Katharina Wildeck ging.
Die albertinischen Herzöge Georg der Bärtige und Heinrich der Fromme von Sachsen intervenierten vergeblich bei ihrem ernestinischen Vetter Kurfürst Johann dem Beständigen von Sachsen (1468–1532), der sich weigerte, ihnen ihre „Muhme“ – die entflohene Herzogin – auszuliefern. Die Flucht Ursulas von Münsterberg fiel in die Zeit eines Konflikts zwischen Georg dem Bärtigen und Johann dem Beständigen während der sog. „Packschen Händel“. Herzogin Margarethe von Anhalt versuchte brieflich, ihre Nichte zur Rückkehr in das Kloster zu bewegen. Das Jungfrauenkloster St. Maria Magdalena zur Buße (auch: Jakobskloster) in Freiberg wurde im Januar 1529 einer strengen Visitation unterzogen.
Im Januar 1529 reiste Ursula von Münsterberg nach Marienwerder zu ihrer Schwester Apollonia (* vor 1496 oder 1500; † 1529), die seit 1528 mit dem dortigen Bischof Erhard von Queis verheiratet war. Ihre Schwester starb zwei Monate später im März desselben Jahres im Kindbett nach der Geburt ihrer Tochter Maria (* 1529; † 1538), ihr Schwager im September 1529. Herzog Albrecht von Preußen nahm die verwaiste Tochter Maria seiner „mumb“ Apollonia „neben unser muhmen“ Ursula von Münsterberg zu sich nach Königsberg. Er war ein Schwager von Apollonias und Ursulas Vetter Herzog Friedrich II., Herzog von Liegnitz und Brieg, und von Georg dem Bärtigen von Sachsen. 1530 hielt sich Ursula von Münsterberg in Liegnitz bei ihrem Vetter Friedrich II. auf und suchte noch im selben Jahr bei Äbtissin Elisabeth von Weida um Aufnahme in das freiweltliche Damenstift Gernrode nach. Wahrscheinlich erfolgte die Anfrage erst nach dem Tod ihrer streng altgläubigen Tante Margarethe von Münsterberg († 28. Juni 1530), die als Regentin des Fürstentums Anhalt-Dessau die Erbschutzvogtei über das Stift wahrgenommen hatte. Die Äbtissin sicherte in ihrer Antwort „hilf unnd fursehung“ zu; Friedrich II. von Liegnitz, der darum in einem Schreiben an den Ansbacher Kanzler Georg Vogler (* 1486/87; † 1550) gebeten hatte, und sein Schwager Markgraf Georg „der Fromme“ von Brandenburg-Ansbach-Kulmbach – verheiratet mit Hedwig von Münsterberg-Oels (1508–1531) – verwandten sich anlässlich des Augsburger Reichstags 1530 beim sächsischen Kurfürsten Johann dem Beständigen für die Herzogin. Bis 1532 ist Ursulas von Münsterberg Anwesenheit in Liegnitz belegt. Ihr letztes Lebenszeichen ist ein Brief an Friedrich II. in Liegnitz vom Februar 1534 ohne Angabe des Absendeortes, in dem sie von ihrem schlechten Gesundheitszustand berichtet und letztwillige Verfügungen trifft.
Ursulas von Münsterberg Schrift stand von 1596 bis 1900 auf dem Index Librorum Prohibitorum, erst unter Papst Leo XIII. verschwand dort ihr Name.
Ursula von Münsterberg wird gelegentlich verwechselt mit ihren Cousinen Ursula von Münsterberg-Oels (1498–1545), Tochter des Herzogs Albrecht I. von Münsterberg-Oels (1468–1511), verheiratet seit 1517 mit Heinrich Švihovský von Riesenberg († 1551), oder Ursula von Münsterberg-Frankenstein (1505–1539), Tochter von Herzog Karl I. von Münsterberg-Oels-Frankenstein (1476–1536), verheiratet mit Hieronymus von Bieberstein († 1549).

## Werke
- Der Durchleuchtigen hochgebornen F. Vrsulen, Hertzogin zu Mŏnsterberg etc. Grefin zu Glotz etc. Christliche vrsach des verlassen klosters zu Freyberg. Hans Lufft, Wittenberg 1528
  - (Nachdruck) Der Durchleüchtigen hochgepornen F. Vrsulen, Hertzogin zů Mönsterberg etc. Gräffin zů Glotz etc. Christlich vrsach des verlassen Klosters zu Freyberg. Georg Wachter, Nürnberg 1529 (urn:nbn:de:gbv:3:1-111815-p0001-2: Digitalisat der Bayerischen Staatsbibliothek München)
  - (Abdruck) Der Durchleüchtigen, Hochgebornen Frauw Vrsulen, Hörtzogin zů Mönsterberg, &c. Gräffin zů Glotz, &c. Christliche vrsach des verlassenen Klosters zů Freyberg. In: Ludwig Rabus: Historien der Heyligen Außerwölten Gottes Zeügen, Bekennern und Martyrern, Bd. VII. Emmel, Straßburg 1557, Blätter (xxxvj–) xxxvij–lvj (Digitalisat in der Google-Buchsuche)
  - (Abdruck seit 1553 auch in Luther-Gesamtausgaben, u. a.:) Frau Ursulen, Herzogin zu Münsterberg, christliche Ursachen des verlassen Klosters zu Freyberg, mit Luthers Nachschrift. 1528. In: Johann Konrad Irmischer (Bearb.): Dr. Martin Luther's sämmtliche Werke, Bd. LXV. Heyder & Zimmer, Frankfurt am Main / Erlangen 1855, S. 131–169 (Digitalisat in der Google-Buchsuche)